# 圖亞河
54°17′04″N 19°08′20″E / 54.28444°N 19.13889°E

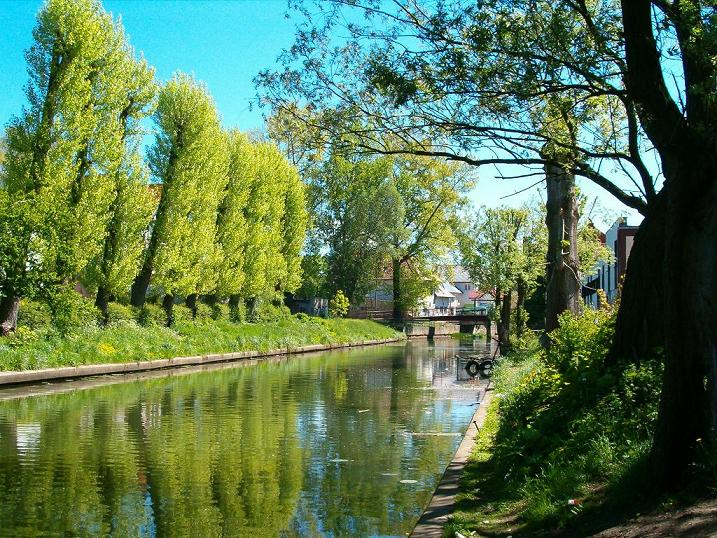

圖亞河是波蘭的河流，位於該國北部，處於濱海省，屬於什卡爾帕瓦河的右支流，河道全長49公里，流域面積268平方公里，河畔城鎮有格但斯克新莊園。